# Île du Grand Connétable
L'île du Grand Connétable est située à 18 km au large de l'embouchure de l'Approuague, en Guyane française. Avec l'île du Petit Connétable, elle forme la réserve naturelle nationale de l'Île du Grand Connétable.

## Histoire de l'île

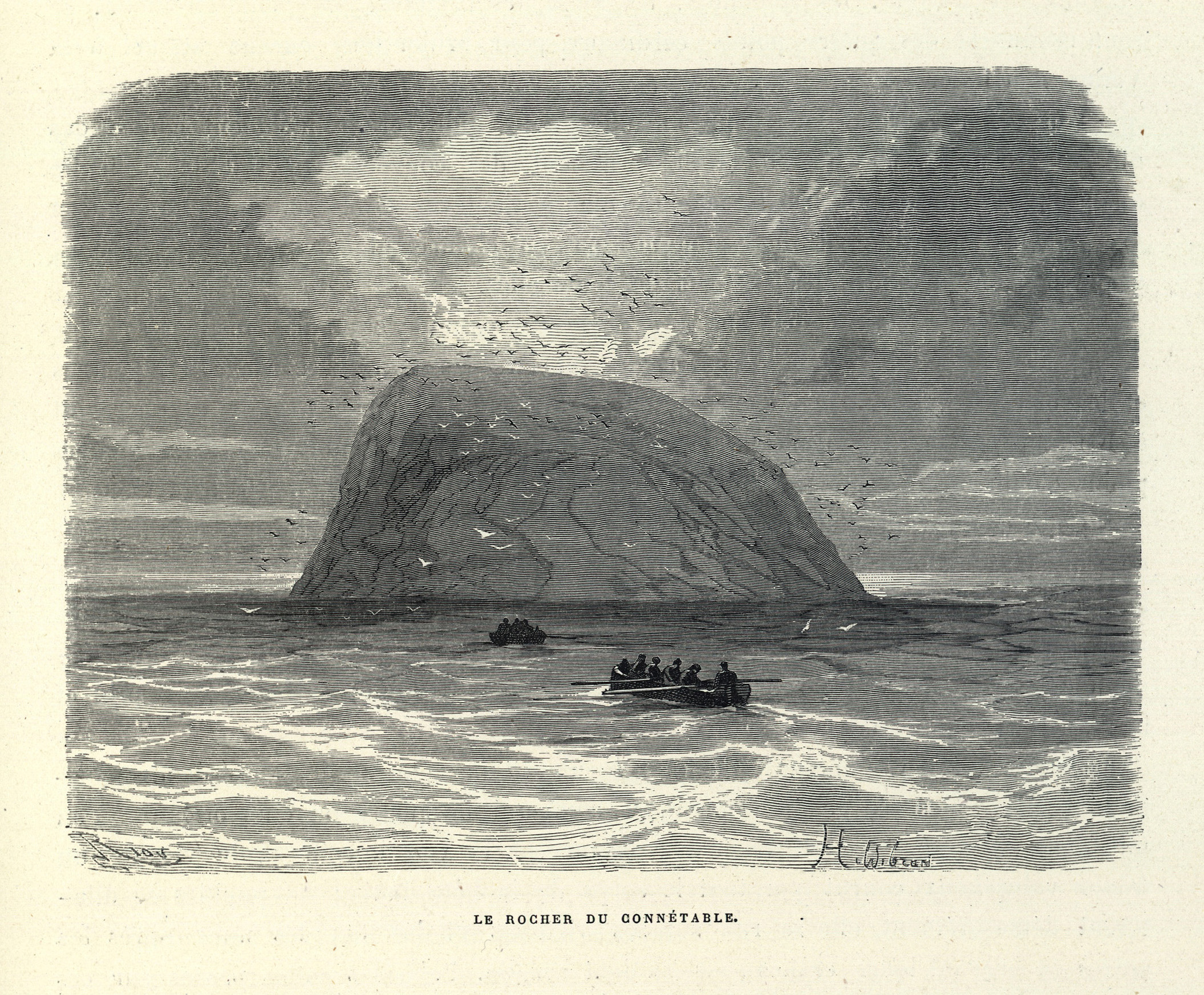
Illustration de l’île du Grand Connétable par Édouard Riou.

### Époque de la Marine à voile
Le Grand Connétable est connu de longue date des navigateurs qui traversaient l'Atlantique en direction des Guyanes. Ce gros rocher servait de point de repère pour l'atterrissage de Cayenne et est mentionné dans les cartes dès le XVIIe siècle.
L'histoire de l'île du Grand-Connétable se rapporte essentiellement aux tentatives et entreprises d’extraction de la roche de l’île..
Avec sa forme en pain de sucre, sa couleur blanchâtre due aux fientes d’oiseaux, le rocher du Connétable était le premier point de repère pour les navires qui accostaient à Cayenne, après une traversée transatlantique de plusieurs semaines. Les courants et les bancs de vase rendant la zone très dangereuse, les marins étaient rassurés de trouver cette vigie qui leur permettait ainsi de se situer avec précision sur les cartes. Pour saluer leur arrivée, on raconte qu’ils s’amusaient à tirer un coup de canon chargé à la mitraille pour faire s'envoler les milliers d’oiseaux qui peuplaient alors l’île. Point de passage obligé et premier contact avec la Guyane française, au XIXe siècle l’administration avait décidé d’ériger un phare somptueux au sommet du rocher. Le caractère dangereux des travaux a toutefois fini par décourager les dirigeants, d’autant plus qu’une entreprise américaine annonçait son intention d’ouvrir une carrière de phosphate sur l’île.

### Exploitation du phosphate
Autrefois havre de paix pour les oiseaux marins, l’île était entièrement couverte de guano. Après chaque saison de reproduction, cette couche de guano, constituée d’un mélange de déjections et de débris de poissons, pouvait atteindre par endroits plusieurs centimètres d’épaisseur. En s’infiltrant avec les eaux de pluie, les roches se sont chargées en phosphate au fil des millénaires. À la fin du XIXe siècle, cet engrais naturel a suscité la convoitise d’une entreprise américaine. En effet, l’utilisation du guano d’oiseaux de mer comme engrais pour l’agriculture était connue de longue date, sans doute depuis les périodes précolombiennes. Ce fertilisant, qui comportait toutes sortes de matières issues du vivant, et notamment des ossements d’animaux, était très utilisé jusqu’à ce qu’un géologue anglais découvre, au début des années 1850, la possibilité d’utiliser également des phosphates minéraux.
De 1893 à 1915, grâce à la Guano Islands Act, loi fédérale américaine autorisant tout citoyen des États-Unis à exploiter cette ressource dans n'importe quelle île du monde, une compagnie américaine exploita intensément le guano présent en abondance sur l'île, ce qui transforma complètement son aspect : le dôme des origines s'est transformé en un grand plateau circulaire dominé en son centre par un pic haut de 50 m au-dessus du niveau de la mer.
Près d’une centaine de personnes, dont la plupart étaient des travailleurs recrutés aux Antilles, vivaient alors sur l’île. Le travail était extrêmement pénible : les roches étaient extraites à coup de pioche et de dynamite, puis les blocs étaient chargés à la main sur des bateaux. L’accostage étant dangereux, tout un système de palans, de chaînes, de treuils et de bennes suspendues avait été conçu pour le chargement des navires. On raconte que pour agrémenter les séjours sur l’île, un directeur avait fait organiser à plusieurs reprises de grands bals où la bourgeoisie de Cayenne était conviée. En 20 ans, le faciès de l’île fut entièrement modifié. Des nombreux bâtiments avaient été construits au début du XXe siècle, dont il ne reste aujourd’hui que des ruines.
Pendant la période d'exploitation, les oiseaux marins ont bien évidemment déserté l’île. Petit à petit ceux-ci ont repris possession des lieux… Près d’une centaine d’années après la fermeture de l’exploitation, certaines espèces autrefois nicheuses ne font encore aujourd’hui que de timides apparitions…
Deux espèces d'oiseaux disparurent pendant cette période.

## Intérêt ornithologique
Les îles du Connétable sont remarquables pour leur densité ornithologique. L'accès à l'île est interdit au grand public afin de préserver la tranquillité des oiseaux qui y nichent en grand nombre. Six espèces d'oiseaux marins y nichent : la frégate superbe, la sterne de Cabot, la sterne royale, la sterne fuligineuse, le noddi brun et la mouette atricille.
Ces îles constituent les seuls sites disponibles pour accueillir ces espèces entre l’Orénoque et l’Amazone. Cela en fait un site d’un intérêt écologique international considérable.